# Liste der DOC-Weine in Sizilien
Auf Sizilien gibt es 23 DOC-Weinbauregionen. Sie machen insgesamt nur fünf Prozent des auf der Insel Sizilien angebauten Weines aus, doch zeigen sie mit ihrem Qualitätsbestreben an, welches Potenzial diese traditionelle Weinbauregion hat. DOC steht für Denominazione di origine controllata und beschreibt die Qualitätsanforderungen dieser Weine, wie beispielsweise seine Herkunft. Stammt der abgefüllte Wein nicht nur aus einem DOC-Gebiet, wird er unter der DOC-Bezeichnung Sicilia verkauft.
Die DOC-Regionen werden auf Sizilien kontinuierlich erweitert. Im Oktober 2012 hatten Winzer Anträge auf Anerkennung der geschützten Herkunft für insgesamt 40.000 Hektar gestellt. Sie dürfen zusätzlich mit der Angabe Sicilia verkauft werden, um dem Konsumenten die Herkunft zu verdeutlichen.

## Alcamo
Alcamo, auch Bianco d’Alcamo, auch als Schaumwein (Alcamo Spumante).
Der hier produzierte Weißwein wird in den Provinzen Palermo und Trapani sowie rund um die der Region namensgebenden Stadt Alcamo angebaut. Die Hauptrebsorte ist der rote Nero d’Avola. Bei den Weißweinen vorherrschend ist Catarratto oder Catarratto bianco lucido. In deutlich kleineren Mengen werden die Sorten Grecanico, Ansonica, Grillo und Chardonnay ausgebaut oder cuvetiert. Die Weißweine gelten als einfach und körperreich.

## Cerasuolo di Vittoria
Der einzige DOCG-klassifizierte Wein Siziliens: Cerasuolo di Vittoria.

## Contea di Sclafani
Im Anbau des Contea di Sclafani stehen sowohl Rot-, Rosé- und Weißweine. Die DOC-Anerkennung für diese in einem großen Bereich in der Mitte der Insel liegenden Bereiches erfolgte 1996. Mit dieser Anerkennung verbunden war die Vielfalt sortenreiner Weine einheimischer, als auch internationaler Rebsorten. Hauptreben mit jeweils mehr als fünfzig Prozent Anteil sind Nero d’Avola bei den roten, Catarratto, Insolia und Grecanico bei den weißen Sorten.

## Contessa Entellina
Contessa Entellina wird als Rot- und Weißwein in der Gemeinde Contessa Entellina der Provinz Palermo angebaut. Etwa zur Hälfte stehen Cabernet Sauvignon und Syrah im Ertrag sowie Ansonica. Zum Anbau zugelassen sind ferner Catarratto, Grecanico, Chardonnay, Sauvignon, Merlot, Pinot nero. Haupterzeuger ist Donnafugata, der allerdings mit seinen 260 ha. Anbaufläche auch in anderen Regionen seine Weine erzeugt.

## Delia Nivolelli
Die südöstlich von Marsala gelegene Region Delia Nivolelli produziert hauptsächlich Weißweine (davon 65 % Grecanico, Insolia und Grillo), zum Teil auch sortenrein, aber auch Rotweine, vor allem Nero d’Avola, Pignatello, Merlot, Cabernet Sauvignon, Syrah und Sangiovese.

## Eloro
An der Südspitze Siziliens in den Provinzen Ragusa und Syrakus gelegen, werden unter dem Namen Eloro nur Rot- und Roséweine produziert. Im Anbau stehen zu 90 % Nero d’Avola, Frappato und Pignatello. Südlich von Ragusa wird zwischen zwei Unterbereichen unterschieden: Pachino (mit 80 % Nero d’Avola) und Pignatello (mit 80 % Pignatello).

## Erice
Im unmittelbar östlich von Trapani auf und rund um den gleichnamigen Berg gelegenen Gebiet Etna wird unter dem Namen Erice sowohl Rot- als auch Weißwein angebaut. Vorherrschend ist der Anbau von Nero d’Avola und Catarratto. Zu 40 jeweils Prozent auch andere Sorten; im Ausbau stehen auch passito und Spumante.

## Etna
Das bis auf 1100 Meter an den Hängen des Ätna hoch reichende DOC-Gebiet Etna in der Provinz Catania existiert bereits seit 1968. Alle drei Weinfarben sind hier vertreten. Besonders auffällig ist hier die Kultivierung der Buschreben. Die Rotweine sind vom Stil mit denen aus dem Bordeaux vergleichbar, die Weißweine sind jugendlich, frisch und schmackhaft.

## Faro
Das in der Gemeinde Messina gelegene Gebiet Faro dient zu 45 bis 60 Prozent dem Anbau von Nerello Mascalese, Nerello Cappuccio (15 %) und dem Nocera (5 bis 10 Prozent). In kleinen Mengen wird ein schwerer, komplexer Rotwein produziert, der sich steigender Nachfrage erfreut.

## Malvasia delle Lipari
Das auf die Liparische Inseln beschränkte Gebiet Malvasia delle Lipari gehört zur Provinz Messina. Der Anbau findet hauptsächlich auf der Insel Lipari statt. 95 Prozent der Produktion wird aus der gleichnamigen weißen Rebsorte Malvasía di Lipari gewonnen, 5 Prozent aus Corinto nero. Die weißen Weine werden als pasito oder liquoroso, also als Dessertwein angeboten.

## Mamertino di Milazzo
Mamertino di Milazzo wird auch Mamertino genannt.
Im Bereich südlich von Messina liegt das Anbaugebiet des Mamertino DOC, zu dem 30 Gemeinden gehören. Die Hauptrebsorten sind Nero d’Avola oder auch Calabrese d’Avola genannt, und Nocera bei den roten, Grillo, Ansonica oder Inzolia und Catarratto bei den weißen Weinen. Auch werden Grillo-Inzolia oder Inzolia-Grillo aus diesen beiden Sorten jede mindestens zu 20 % verschnitten. Zweijährige Fassreife macht die Rotweine zu Riservas.

## Marsala
Der ursprünglich nur rund um Marsala angebaute Wein Marsala hat wegen seiner Beliebtheit im Anfang und Mitte des 20. Jahrhunderts eine wesentliche Größenausdehnung erfahren. Auch nach der DOC-Klassifizierung 1969 wurde das Anbaugebiet nochmals vergrößert. Heute ist der Anbau in den Provinzen Trapani, Palermo und Agrigent zugelassen. Die hier weltweit bekannten, aufgespritteten Weine werden mit den Qualitätskennzeichnungen oro und ambra (Rebsorten: Catarratto, Grillo und/oder Inzolia), sowie rubino (Perricone, Calabrese, Nero Mascalese) hergestellt. Der Alkoholgehalt und die Lagerdauer bestimmen über die Zusatzbezeichnungen fine (17 %), superiore (18 % und zwei Jahre Lagerung) und vergine (18 % und fünf Jahre Lagerung).

## Menfi
Weine aus Menfi rund um die gleichnamige Stadt stammen aus der Gemeinde Menfi selbst, Sambuca di Sicilia und Sciacca in der Provinz Agrigent, sowie aus Castelvetrano in der Provinz Trapani. Die wichtigsten Rebsorten, die in beliebiger Kombination, aber einem Mindestanteil von 70 Prozent miteinander verschnitten werden, sind Nero d’Avola, Sangiovese, Merlot, Cabernet Sauvignon und Syrah beziehungsweise Inzolia, Catarratto, Grecanico und Chardonnay (75 % Mindestanteil bei Verschnitt). Eine Besonderheit ist hier der Vendemmia Tardiva, eine Art Spätlese, die aus den zum Teil schon eingetrockneten Trauben des Chardonnay und/oder Catarratto gewonnen wird.
Zwei Unterregionen teilen diese DOC: Feudi dei Fiori mit hauptsächlich weißen Trauben (Chardonnay, Inzolia und Ansonica) sowie Bonera mit hauptsächlich roten Trauben (Cabernet Sauvignon, Nero d’Avola, Merlot, Sangiovese und Syrah). In beiden Unterregionen dürfen sich Weine mit mindestens 12,5 % alk. und zweijähriger Lagerung Riserva nennen.

## Monreale
Die Weine der DOC Monreale stammen aus den Gemeinden Camporeale, Corleone, Roccamena, der namensgebenden Monreale, San Cipirello, San Giuseppe Jato, Piana degli Albanesi und Santa Cristina Gela in der Provinz Palermo.
Reinsortige Weine müssen hier mindestens 85 Prozent dieser Rebsorte enthalten. Zugelassen sind Cabernet Sauvignon, Merlot, Nero d’Avola oder Calabrese, Perricone, Pinot Nero, Sangiovese und Syrah bei den Rotweinen und Ansonica oder Inzolia, Catarratto, Chardonnay, Grillo, Pinot Bianco bei den Weißweinen. Der Rosato wird in beliebigem Verhältnis aus Nerello Mascalese, Perricone und Sangiovese, deren Mindestanteil 70 Prozent betragen muss, sowie anderen zugelassenen roten Sorten produziert. Bei den Rotweinen wird auch Novello angeboten sowie ein Vendemmia Tardiva bei den Weißweinen.

## Noto
Noto heißt eigentlich Moscato di Noto.
In der Provinz Syrakus in den Gemeinden Noto, Rosolini, Pachino und Avola wird vor allem die Rebsorte Moscato bianco angebaut, die dort zu diesem hoch geschätzten und rarem Moscato werden lässt. Der Weinanbau wurde vor über zweieinhalbtausend Jahren von den Griechen hier eingeführt und gilt heute als Musterbeispiel dieses Liquoroso-Weinstiles. Auch werden Weine ohne Sprittung und Spumante angeboten.

## Pantelleria
Auf dieser näher an Tunesien als an Sizilien liegenden Insel mit knapp 8000 Einwohnern, die zur Provinz Trapani gehört, ist die Rebsorte Zibibbo beheimatet, die hier zu Muskatweinen unter dem Namen Pantelleria verarbeitet wird. Zibibbo ist mit Muskateller verwandt und auf der Insel zu Naturale, Spumante und Passito verwandelt. Die Produktionsmenge von Passito ist wegen seiner Beliebtheit in den Jahren seit 2000 auf das Doppelte angestiegen.

## Riesi
Die DOC Riesi ist in den Gemeinden Butera, Riesi und Mazzarino in der Provinz Caltanissetta zugelassen. Reinsortiger Ansonica oder Chardonnay darf bis zu 15 Prozent andere weiße Rebsorten enthalten, süßer Vendemmia Tardiva enthält am Rebstock angetrocknete Trauben, die zu mindestens 18-prozentigem Dessertwein verarbeitet werden. Ferner stehen Calabrese und/oder Cabernet Sauvignon für Rot- und Roséweine im Anbau, die mit 80 Prozent einer Rebsorte als sortenrein gelten. 85-prozentige Sortenreinheit kann mit Superiore gekennzeichnet werden. Dreijährige Lagerung berechtigt zur Kennzeichnung als Riserva.

## Salaparuta
Die 1500 ha. große DOC Salaparuta existiert in der gleichnamigen Gemeinde Salaparuta südlich von Alcamo in der Provinz Trapani seit 2006. Es werden sowohl Rot- als auch Weißweine angebaut, die als reinsortig gelten, wenn sie mindestens 85 Prozent einer Rebsorte enthalten. Für Vino-Varietale-Anbau zugelassen sind Catarratto, Nero d’Avola und Chardonnay mit jeweils 85 Prozent Mindestanteil. Wird diese hohe Reinsortigkeit nicht erreicht, werden sie als Biano oder Rosso oder Rosso riserva deklariert. Zugelassen sind ferner: Inzolia, Grillo, Merlot, Cabernet Sauvignon und Syrah. Nero d’Avola, Merlot und Syrah dürfen auch als Riserva ausgebaut werden. Auch wird Novello produziert.

## Sambuca di Sicilia
Weine mit der Herkunftsangabe Sambuca di Sicilia stammen aus der namensgebende Gemeinde Sambuca di Sicilia in der Provinz Agrigent. Hauptsächlich stehen Cabernet Sauvignon und Chardonnay im Anbau, die zumindest 85 % der jeweiligen Sorte enthalten müssen. Für Weine der Bezeichnung Rosso und für Rosato genügen 75 % einer Sorte. Zugelassen sind Nerello Mascalese, Sangiovese und Cabernet Sauvignon für den sortenreinen Ausbau, sowie ferner Merlot und Syrah bei Rotweinen und Ansonica, Catarratto Bianco Lucido und/oder Chardonnay. Reinsortige Weißweine enthalten mindestens 75 % dieser Rebsorte, anderenfalls werden sie mit Bianco bezeichnet. Produziert werden ferner Weine der Sorte Sambuca di Sicilia passito.

## Santa Margherita di Belice
Im westlichen Sizilien in den Provinzen Agrigent, Palermo und Trapani innerhalb neun Gemeinden rund um Santa Margherita di Belice werden sowohl Rot- als auch Weißweine unter dem Namen Santa Margherita di Belice kultiviert. Die Roten sind in erster Linie Sangiovese, Cabernet Sauvignon und Nero d’Avola, Weißweine sind Ansonica, Grecanico und Catarratto, die alle auch sortenrein angeboten werden (mind. 85 % Anteil).

## Sciacca
Die DOC-Region Sciacca liegt in der Provinz Agrigent. Für reinsortigen Wein sind Cabernet Sauvignon, Merlot, Nero d’Avola, Chardonnay, Grecanico und Inzolia zugelassen, die zumindest 85 % der jeweiligen Sorte enthalten müssen. Für Rosso und Rosato können mindestens 70 Prozent in beliebiger Mischung von Merlot, Cabernet Sauvignon, Nero d’Avola und Sangiovese, beim Bianco müssen Catarratto Bianco Lucido, Chardonnay, Grecanico und Inzolia enthalten sein. Die Unterregion Rayana ist für weiße Riserva Rayana bestimmt, die einen jährlichen Durchschnittsertrag von 10 hl erbringt.

## Siracusa
Siracusa heißt eigentlich Moscato di Siracusa.
Produktion ausschließlich von Weißweinen in der Gemeinde Syrakus in der gleichnamigen Provinz. Einzig zugelassene Rebsorte: Giallo Moscato (Klon des Moscato bianco). Der Muskateller-Weinberg oberhalb der Stadt und die Weinkultur sind der Modernisierung Siziliens zum Opfer gefallen. Heute wird dieser Wein nur von der Azienda Agricola Pupillo auf einem halben Hektar Rebfläche angebaut. Sortenrein aus rosinierten Trauben gekeltert hat er einen Alkoholgehalt von 16,5 % vol.

## Vittoria
In den Provinzen Ragusa, Caltanissetta und Catania liegt die 2005 zugelassene DOC Vittoria, in der vornehmlich Nero d’Avola und der autochthone Frappato angebauter werden. Weißweine sind Ansonica und Inzolia. Auch Novello wird angeboten.